# Maria Augusta von Trapp

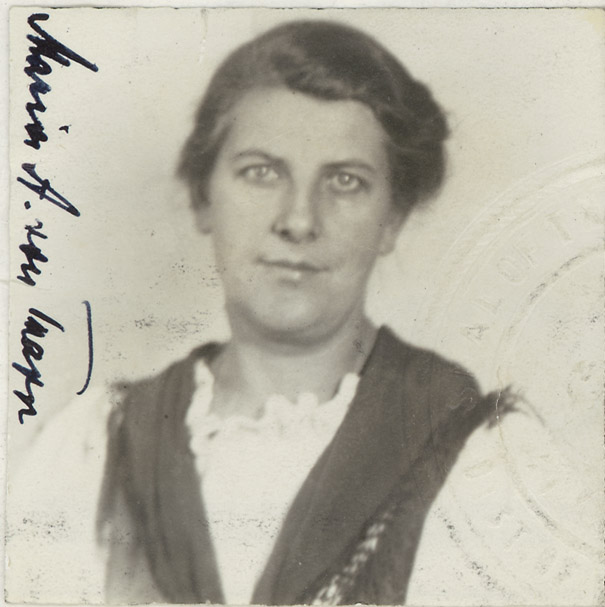
Maria Augusta von Trapp (1944)

Maria Augusta von Trapp (geb. Kutschera; * 26. Jänner 1905 in Wien, Österreich-Ungarn; † 28. März 1987 in Morrisville, Vermont, USA) war eine österreichische Sängerin und Schriftstellerin. Sie emigrierte nach dem „Anschluss Österreichs“ ans nationalsozialistische Deutschland in die USA und beantragte 1944 die amerikanische Staatsbürgerschaft.

## Leben

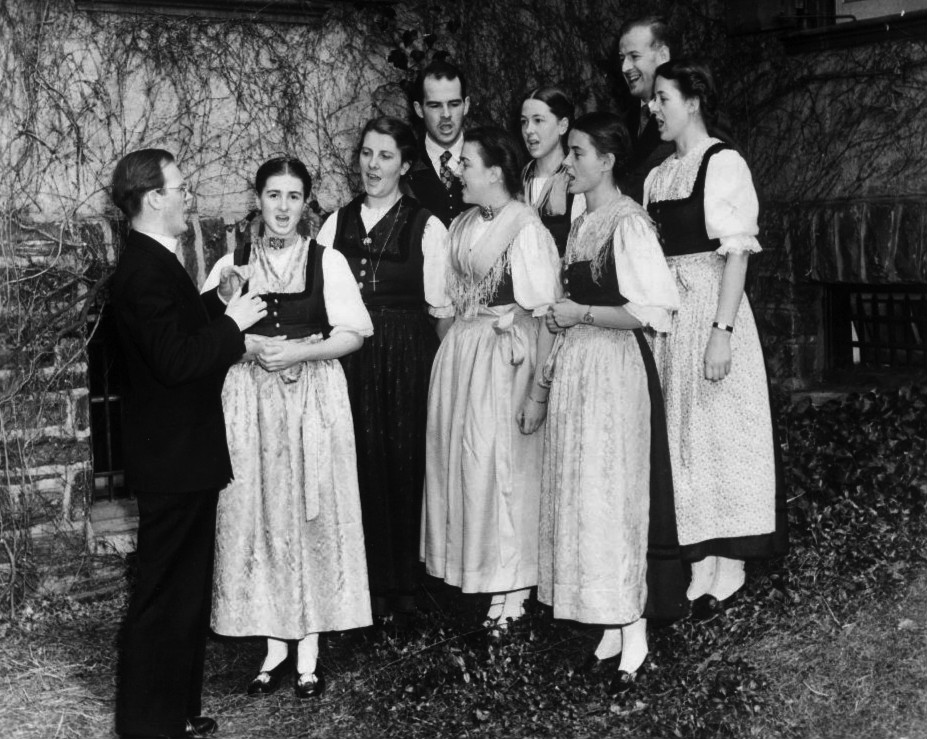
Die Trapp-Familie probt vor einem Konzert in Boston 1941. Maria ist die Dritte von links, in dunkler Tracht. Der Dirigent ist wahrscheinlich der Priester Franz Wasner.

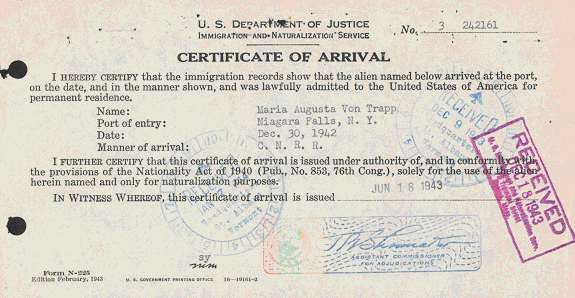
Ankunftszeugnis von Maria von Trapp in Niagara Falls (New York) vom 30. Dezember 1942

Maria Augusta Kutschera entstammte einfachen Verhältnissen und wurde während einer Zugfahrt von Tirol nach Wien geboren. Ihre Mutter starb wenige Tage nach der Geburt, ihren Vater verlor sie drei Jahre später. Danach wuchs sie bei ihrer Großmutter und bei einem Vormund auf.
Sie wurde zur Lehrerin ausgebildet und trat nach einem Bekehrungserlebnis dem römisch-katholischen Bund Neuland bei. Sie arbeitete als Erzieherin an der Klosterschule der Benediktinerinnenabtei Nonnberg in Salzburg und wollte als Postulantin in den Orden eintreten. Die Äbtissin schickte sie 1925 als Hauslehrerin zur rekonvaleszenten Maria, Tochter des damals als Kriegsheld bekannten österreichischen Korvettenkapitäns Georg Ludwig von Trapp.
Am 26. November 1927 wurde sie die zweite Ehefrau des Witwers Trapp, mit dem sie 1929 und 1931 die Töchter Rosemarie und Eleonore bekam. Die Kinder aus seiner ersten Ehe sprachen sie mit „Mutter“ an, um sie von ihrer leiblichen Mamá zu unterscheiden.
Da die Familie 1935 ihr gesamtes Vermögen verlor, gründete sie mit den Kindern ihres Mannes (fünf Töchter, zwei Söhne) einen Familienchor. Die musikalische Leitung übernahm Franz Wasner, der Hauskaplan der Familie Trapp. Bereits 1937 gewann der Chor den ersten Preis des Volkssängerwettbewerbs in Salzburg.
Als monarchistisch gesinnter Offizier erwartete Georg Ludwig Trapp durch den „Anschluss“ Österreichs 1938 an das „Dritte Reich“ größte Schwierigkeiten. Nach der Vermietung ihrer Liegenschaft in Aigen an einen geistlichen Orden emigrierte die Familie noch im gleichen Jahr in die USA, wohin sie Franz Wasner begleitete. Dort kam 1939 der Sohn Johannes zur Welt. Die Familie ließ sich in Stowe, Vermont, nieder, wo sie ein Haus mit dem Namen Cor Unum baute.
Die Familie unternahm auch in den USA Konzertreisen und trat meistens unter dem Namen Trapp Family Singers auf. Sie organisierte nach dem Ende des Zweiten Weltkriegs eine Hilfsaktion unter dem Namen Trapp Family Austrian Relief Inc. und sammelte Kleidungsstücke und Nahrungsmittel für Österreich. Nach dem Tod Georg Ludwig Trapps im Jahr 1947 verließ Johanna den Familienchor, später schied Werner († 2007) aus. Martina starb früh, Eleonore gründete eine eigene Familie, und Rosemarie stand auf Grund von Lampenfieber nicht mehr für Tourneen zur Verfügung.
Der Chor unternahm mehrere Tourneen u. a. durch Südamerika und Australien. 1950 trat Maria Augusta von Trapp mit ihrem Chor bei den Festspielen in Salzburg auf. 1956 wurde der Chor, der ungefähr 2000 Konzerte in der ganzen Welt gegeben hatte, aufgelöst. Die überlebenden „Kinder“ leben noch heute in Amerika auf der Ranch.
Maria Augusta von Trapp schrieb 1952 ihre Lebenserinnerungen unter dem Titel Vom Kloster zum Welterfolg nieder. Das Buch wurde 1956 unter dem Titel Die Trapp-Familie und 1958 Die Trapp-Familie in Amerika mit sehr großem Erfolg verfilmt. Die von Maria Augusta von Trapp zum Teil geradezu mit Stolz beschriebenen „erzieherischen“ Prügelexzesse an den Kindern blieben dabei unerwähnt. 1959 wurde die Geschichte – etwas geschönt – im Musical The Sound of Music auf die Bühne gebracht und konnte jahrelang in Nordamerika sehr große Erfolge verzeichnen. Die Verfilmung dieses Musicals 1965 (deutscher Titel Meine Lieder – meine Träume) unter der Regie von Robert Wise mit den Hauptdarstellern Julie Andrews und Christopher Plummer wurde ebenfalls zu einem Triumph der 20th Century Fox Studios. 1991 entstand eine Verfilmung als Anime-Serie.
Im Alter von 82 Jahren starb Maria Augusta von Trapp am 28. März 1987 in Morrisville. Sie hinterließ zwei Töchter und einen Sohn.

## Kinder
| Name                | Geburtsdatum    | Todesdatum       | Anmerkungen |
| ------------------- | --------------- | ---------------- | --- |
| Rosemarie von Trapp | 8. Februar 1929 | 13. Mai 2022     | wirkte als Sängerin und Missionarin in Papua-Neuguinea, lebte in Vermont                                                     |
| Eleonore von Trapp  | 14. Mai 1931    | 17. Oktober 2021 | heiratete 1954 Hugh David Campbell (1930–2019) und hatte sieben Töchter, sie lebte mit ihrer Familie in Waitsfield (Vermont) |
| Johannes von Trapp  | 17. Jänner 1939 |                  | heiratete 1969 Lynne Peterson und hat einen Sohn (Sam, Manager der Trapp Family Lodge in Stowe) und eine Tochter, Kristina   |

## Auszeichnungen

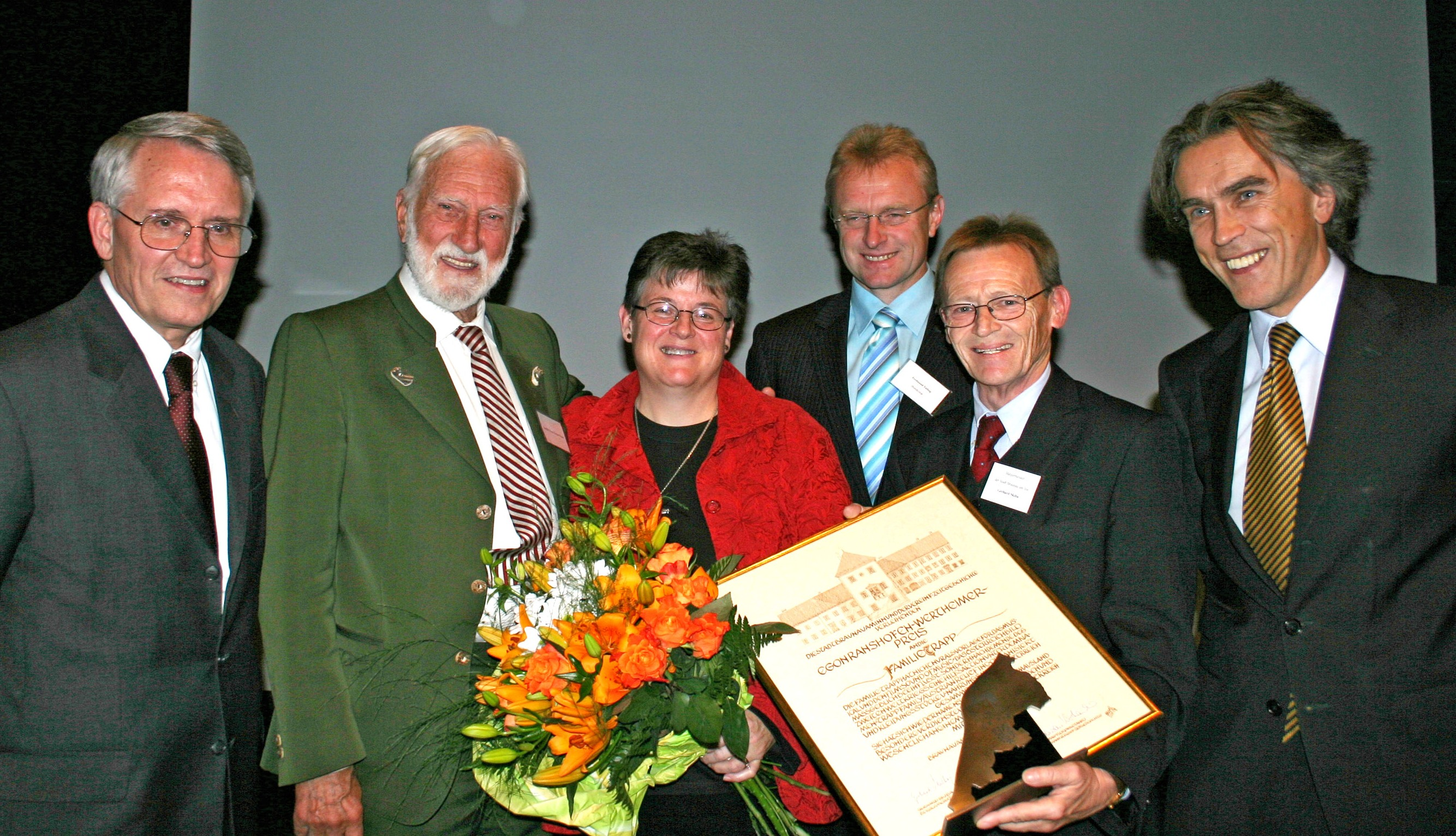
Trapp Familie in Braunau geehrt (2007)

- 1949: Verleihung des päpstlichen Ehrenzeichens Benemerenti durch Papst Pius XII. als Anerkennung für ihr Hilfsprogramm (Trapp Family Austrian Relief Inc.) für notleidende Österreicher
- 1952: Aufnahme in den Ritterorden vom Heiligen Grab zu Jerusalem
- 1956: Katholische Mutter des Jahres in den USA. Diesen Ehrentitel erhalten Frauen, die durch ihr vorbildliches Verhalten im Kreise einer größeren Kinderschar zu einem Beispiel werden.
- 1957: Goldenes Ehrenzeichen für Verdienste um die Republik Österreich durch Unterrichtsminister Heinrich Drimmel
- 1967: Österreichisches Ehrenkreuz für Wissenschaft und Kunst I. Klasse durch Unterrichtsminister Theodor Piffl-Percevic
- 2007: Die Trapp-Familie erhielt in Braunau am Inn den Egon Ranshofen-Wertheimer Preis
- 2012: Benennung der Verkehrsfläche Maria-Trapp-Platz in Wien-Donaustadt (22. Bezirk)

## Werke
- The Story of the Trapp Family Singers. 1949 (dt.: Die Trapp-Familie. Vom Kloster zum Welterfolg. Aus dem Englischen von Elisabeth Belnay. Wien, Frick 1952).
- Around the Year with the Trapp Family. 1955 (dt.: Feste feiern mit der Trapp-Familie. Wien, Frick 1960).
- A Family on Wheels: Further Adventures of the Trapp Family Singers. ca. 1959 (dt.: Die Trapp-Familie. Von Welterfolg zu Welterfolg. Wien, Frick 1963).
- Yesterday, Today and Forever: The Religious Life of a Remarkable Family. 1952. (dt.: Gestern, heute, immerdar. Aus dem Englischen von Martha Eberherr. Wien, Frick 1954).
- Maria. 1972.